# Jacquemontia solanifolia
Jacquemontia solanifolia är en vindeväxtart som först beskrevs av Carl von Linné, och fick sitt nu gällande namn av Hallier f. Jacquemontia solanifolia ingår i släktet Jacquemontia och familjen vindeväxter. Inga underarter finns listade i Catalogue of Life.